# 2019冠狀病毒病澳門疫情相關爭議 (2022年)
2019冠狀病毒病澳門疫情相關爭議 (2022年)，介紹在2019冠狀病毒病澳門疫情中，在2022年全年發生的相關爭議。

## 「迫針」爭議再升級 變相實行「疫苗氣泡」
自2021年9月中旬起，應變恊調中心公佈《工作人員接種新冠病毒疫苗及接受新冠病毒核酸檢測的指引》，相關工作人員如不接種疫苗須每7天接受自費病毒核酸檢測，引起「迫針」之嫌。當局指發佈指引是根據全球疫情的嚴重性，保障工作人員和受服務對象不受2019冠狀病毒病感染，同時當局會設有緩衝期給相關工作人員及管理機構或監管實體去制定相應的措施去落實指引。若不尊守該指引引致2019冠狀病毒病將可能觸犯《傳染病防治法》相關條文。
2022年1月6日，應變恊調中心舉行例行記者會，指當局目前正研究參考香港推出「疫苗氣泡」措施，不排除會要求進入特定場所人士須出示完成接種疫苗證明或提供7天內有效病毒檢測陰性證明，包括餐飲場所、戲院和大型演唱會等。並指出目前沒有相關措施的具體實施時間，亦不會待澳門出現社區個案才推出相關措施，又指現時病毒變異後其傳染性更強，待有社區個案時才推出相關措施或已太遲，但目前當局未有確定相關政策推出的時間表，有具體實施時間便會向大眾公布。未來亦會根據疫情的變化，決定相關措施取消與否。

### 政府部門跟隨指引升級措施
2022年1月6日傍晚，行政公職局發佈傳閱公函，更新公務人員接種疫苗的指引，由2022年2月21日起，所有公務員上班須出示已完成接種兩劑疫苗達14日的證明；或出示病毒核酸檢測七天內有效結果為陰性的證明。如未能出示相關疫苗或核酸證明將視為不合理缺勤。在公函中指出，鑑於衛生局對《關於工作人員接種新冠病毒疫苗及接受新冠病毒核酸檢測的指引》作出了更新，故就局方於2021年9月14日發出的《公務人員接種新型冠狀病毒疫苗》指引的第2點更改如下：「 自2022年2月21日起，所有公務人員進入工作場所，須出示已完成新 型冠狀病毒疫苗初種系列的全程接種（滅活或信使核糖核酸疫苗初種系列的全程接種為2劑）達14天的證明（澳門健康碼上會顯示 綠色「剔」盾牌圖示），或出示新型冠狀病毒核酸檢測七天內結果為陰性的證明。因未能出示證明而缺席上班者，有關的缺勤視為不合理缺勤」。公職局又稱，按照2021年9月14日的指引，因健康狀況不適合接種疫苗的公務人員，可憑醫生證明豁免進行核酸檢測的費用。

### 社會各界對「疫苗氣泡」計劃擴大範圍作回應
2022年1月9日，立法會直選議員林宇滔認為政府應該以科學數據向公眾說明接種疫苗重要性，不應該再以有關小動作來模糊焦點，變相「迫針」行為升級，又指衛生部門防疫政策左右不定、猶豫不決；導致市民對疫苗相關副作用憂慮反映較大。
對於進入餐飲等場所計劃需要打針或進行七日有效病毒檢測方可進入，有食肆負責人表示相關政策是大勢所趨，雖然生意肯定會受影響，但擔心都沒有用，因為是政府政策，作為小商戶只能盡量配合，若實行需接種新冠疫苗才能進入餐廳，堂食客人肯定會有所減少，不過外賣訂單可能會有變化，會視乎情況調整經營策略，又稱負面情緒一定有，但會盡量消化。亦有食肆負責人表示若果進入餐廳需要打針，生意會受到拖累，因不少年紀大的人士認為疫苗仍有一定風險而選擇不接種，不過若政府硬生規定只能夠盡量配合；而另一食肆場所更同時售賣麵包，進入餐廳時需要出示疫苗紀錄尚可接受，若只購買麵包都需要接種疫苗後才能進入則預計影響會相當大，可能會減少三成的生意。有零售商戶表示，因為顧客購買物品時需時刻配戴口罩，相信「疫苗氣泡」不會延伸至零售商店。如果擴展相關政策將對生意必定做成影響，加上消費卡在去年底結束前大批市民已購買了大量年貨，料新春期間生意都不會太理想，若加上相關政策肯定雪上加霜。部分市民表示認同相關政策，認為可以讓社區有安全的環境和積極配合相關措施；但有年長的市民受訪時指在當初因工作關係必須接種疫苗，但認為如此強制規定接種，感覺上似沒有人權。

### 「迫針」矛盾與質疑性
2022年1月12日，多名聽眾致電澳門電台中文頻道時事節目《澳門講場》反映接種疫苗安全憂慮、防疫措施等問題。有市民對疫苗接種表示憂慮、矛盾和擔心副作用，又有市民質疑相關部門向市民「迫針」，但仁伯爵綜合醫院醫務主任戴華浩回應指疫苗副作用僅是輕微副作用，出現嚴重副作、甚至死亡機率是「非常非常之低」。他又指，接種疫苗好處則有減低重症、死亡等機率，預防等作用，又指澳門沒有因接種而死亡或重症的情況，疫苗相當安全，各地政府包括澳門政府都建議市民去接種。截至1月12日累計已接種新冠疫苗劑數為995,000劑，全民接種率為72.8%。戴華浩又強調沒向市民「迫針」，為有效防疫採取一些相應的「補充」措施如出示檢測結果或疫苗接苗證明才能進入某些場所。

### 教育部門和社會工作部門跟隨指引升級措施
2022年1月20日，教育及青年發展局表示，根據現時各高等院校、非高等教育學校均落實執行由衛生部門發出的《關於工作人員接種新冠病毒疫苗及接受新冠病毒核酸檢測的指引》，相關指引於1月5日作出更新，因此當局於1月19日向高等院校和非高等教育學校發出通知，自2022年2月21日起，高等院校及非高等教育學校所有教職員、高等院校學生等進入校園，須出示完成2019冠狀病毒病疫苗初種系列的全程接種達14天的證明，若未完成新型冠狀病毒疫苗初種系列的全程接種（滅活或信使核糖核酸疫苗初種系列的全程接種為2劑）達14天，應至少每7天接受一次病毒核酸檢測。私立持續教育機構及私立補充教學輔助中心亦應於同日執行上述指引。此外，持有衛生局發出「不適合接種2019冠狀病毒病疫苗醫生評估證明書」的教職員及學生可透過衛生局預約免費病毒核酸檢測服務。教青局指相關措施為保障師生的健康和安全，再次呼籲所有符合條件的學校教職員及學生應儘早接種或完成接種新型冠狀病毒疫苗。
2022年1月20日，社會工作局根據衛生局於2022年1月5日更新的《關於工作人員接種新冠疫苗及接受新冠病毒核酸檢測的指引》，要求自2022年2月21日起，若工作人員未完成疫苗初種系列的全程接種（滅活或信使核糖核酸疫苗初種系列的全程接種為2劑）達14天，應至少每7天接受一次病毒核酸檢測。社會工作局要求所有社服設施必須遵照有關指引執行。

### 從香港和台灣入境澳門須出示疫苗接種證明惹爭議
2月16日午夜，因應台灣和香港疫情變化，應變協調中心宣佈由2月21日午夜12時起，12歲或以上人士，須出示已完成2019冠狀病毒病疫苗初種系列接種後14天且最後一劑在7個月內接種的證明，或出示不適合或不能接種的醫生證明，才可登上由香港或台灣前來澳門的民用交通工具。違反者可能須依法承擔相應的行政、刑事責任。此外，現行由香港特別行政區進入澳門14天集中隔離醫學觀察及入境後21天內不得經澳門前往中國大陸，以及由台灣進入澳門21天集中隔離醫學觀察的措施維持不變。 同日下午，應變協調中心對相關規定作出說明，據應變協調中心，所有世界各地衛生當局認可的相關疫苗均獲認可。目前世界各地使用的疫苗，大部分初種系列須接種2針，少數初種系列只須1劑者有楊森制藥疫苗(Janssen-Cilag COVID Vaccine)、康希諾生物腺病毒載體疫苗（CanSinoBIO Convidecia）；初種系列須接種3劑者則有智飛龍科馬亞單位蛋白疫苗（Zhifei Longcom ZIFIVAX）。而完成初種系列最後１劑超過7個月者，應接種加強劑〈一般為第３劑〉，才能滿足要求。
在2月21日下午應變協調中心例行發佈會上，有記者問到要求打疫苗才能乘搭交通工具來澳，當中包括澳門居民，被問及是否違反《基本法》第33條「澳門居民有旅行和出入境的自由」所規定的出入境自由？衛生局傳染病防控處處長梁亦好回應指出，該措施根據《傳染病防治法》第10條作出實施，又指接種疫苗有效減低重症出現的機率，當局經評估，要求所有入境人士接種疫苗是合適。對於法律依據方面，入境市民在疫情下是需要滿足衛生局需求才能入境，例如健康申請或疫苗接種證明等等，這是傳染病法例所要求的。另外，入境時如超過疫苗接種七個月，是否來澳前要再接種？梁亦好回應指出，原則上如果符合年齡是要接種加強劑的，如果所處當地是不允許接種第三針或身體問題，只要出示證明當局亦接受。

### 多方面宣傳疫苗接種未能釋慮被指「迫針」
2022年2月20日，應變協調中心因應香港疫情出現大規模爆發和傳播，當局不斷宣傳接種疫苗對澳門社區的正面影響，並針對未接種2019冠狀病毒病疫苗人士發出手機短訊提醒盡快接種。應變協調中心強調，若已接種疫苗人士仍收到手機短訊，可能是曾借出手機號碼供他人登記「澳門健康碼」，故此，敬請提醒該人士盡快接種疫苗。 另外，教育及青年發展局鑑於香港疫情嚴重更出現幼童感染2019冠狀病毒病後出現死亡或重症的個案，又引用澳門接種疫苗數據指澳門3歲至11歲的接種率為8.5%，12歲至19歲的接種率為72.9％。因接種疫苗至少在兩個星期以後才令人體產生足夠抵抗力，並非得到即時保護作用。因此，為保護兒童及青少年，接種疫苗是刻不容緩。當局持續依據《傳染病防治法》之規定，配合防疫工作，並根據《非高等教育私立學校通則》的有關規定，要求全澳的非高等教育學校積極配合特區政府推動學生疫苗接種工作。教青局將要求學校於短期內了解家長為子女接種疫苗的意願，並對每位未注射疫苗之學生作登記，每周通知家長更新學生疫苗接種情況，同時應持續收集疫苗接種意願，並設法鼓勵家長全面配合為學生接種疫苗。
有家長接受本地傳媒街訪時表示，正考慮讓子女接種疫苗增強其保護力，但擔憂子女接種後或會出現心肌炎等副作用，認為現時政府欠缺兒童接種後的數據公布，待數據公佈後才接種；亦有家長認為接種疫苗後亦不能百分百預防另有家長對於小朋友接種疫苗仍然沒有太大的信心，指政府相關做法不負責任，應該有充分的數據和理據才會讓子女接種2019冠狀病毒病疫苗，因此現階段只會提醒子女做好個人防護措施。 有學校校長指接種疫苗是刻不容緩，認為宣傳工作須由家長入手，推動家長盡早為幼童接種疫苗，做好預防工作，亦呼籲家長不應等到疫情發生時才「臨急抱佛腳」去急著接種。。此外，教青局、衛生局聯同教育界於2月21日展開「推動學生接種新冠疫苗講解會」會議，教青局局長龔志明、衛生局局長羅奕龍，以及77所非高等教育學校負責人和代表出席講解會。當局引用香港、新加坡和歐美的例子，充份證明Omicron對兒童影響較大，因此當局未來會提倡學生到疫苗接種站或安排外展服務到校進行集體接種。衛生局引述數據指澳門3至11歲小朋友接種比率不足一成，原因可能是因為家長認為本澳疫情風險較低，因而防疫意識薄弱，降低了為小朋友接種疫苗的意欲，呼籲學校可透過舉行面向家長的健康教育宣導講座，組織校內「疫苗接種日」，學校應給予教職員在陪同其未成年子女接種疫苗的當天或翌日為合理缺勤。衛生局局長羅奕龍亦呼籲學校和家長協力為保護學生和子女的健康，儘快安排接種疫苗。又稱，兩局將繼續與學校攜手合作，肩負保障3歲及以上學生完成疫苗接種的責任，儘快建立校園群體免疫屏障。
2月21日，有市民致電澳門電台中文頻道時事節目《澳門講場》中質疑衛生局緊急呼籲接種疫苗是“迫針”。衛生局傳染病防控處處長梁亦好致電節目時指出，香港疫情嚴重，加上中國大陸也有多個城市出現聚集性疫情，澳門出現疫情風險隨之增加。她強調當局絕非強迫市民接種，而是希望向市民傳達接種疫苗正確資訊，減少市民誤解。又引用近日香港疫情中46宗死亡個案中，有40宗無接種疫苗，其目的可減少重症及死亡風險，她再次呼籲未完成初種系列的市民，特別是長者及小童盡快接種；並呼籲合資格者盡快接種加強劑，不要等待疫情來襲才前往接種。

#### 公務人員陪同子女接種疫苗可合理缺勤
2月22日，行政公職局向公共部門發出通知，公務人員陪同就讀中小幼教育階段未滿十八周歲的子女接種2019冠狀病毒病疫苗，可合理缺勤一天。行政公職局指相關措施為降低病毒感染及傳播的風險，保護兒童及青少年的身體健康，特區政府強烈呼籲中小幼教育階段的學生儘快接種疫苗。基於此，經徵詢衛生局和教育及青年發展局的意見後，行政公職局向公共部門發出通知公函。通知公函中指出：“公務人員作為家長或法定監護人，陪同就讀中小幼教育階段未滿十八周歲的子女接種2019冠狀病毒病疫苗，屬《澳門公共行政工作人員通則》第一百三十五條第三款所指的『公認的公共利益』。因此，由即日起，公務人員可於陪同子女接種疫苗的當天或翌日合理缺勤一天，以便觀察子女接種疫苗後的情況並加以照顧。”

#### 任職教育界的立法議員認為家長反應比預期佳
2月22日，官委議員、澳門培正中學校長高錦輝表示，校內約有8%幼稚園及小學學生已接種疫苗。因應教青局政策及呼籲，近期校方向相關家長收集讓子女接種疫苗的意願，現有約四成左右的3歲至 12歲學童的家長登記願意讓子女接種疫苗，若登記接種人數較多，會集體在校內接種。他稱，家長反應比預期佳，相信是受到香港嚴重的疫情影響。又稱校方不會對不願接種疫苗的學生作特別處理。他們和大學生不同，大學生未接種疫苗須每7日驗1次核酸。他至今未收到任何這方面的訊息，相信亦不會採取這種做法，會以自願性質為主。另外同樣是教師的直選議員馬耀鋒則表示，學校應尊重家長及學生意願，家長可因應家庭及子女狀況，自願登記是否接種疫苗。他建議政府推出更多鼓勵或友善措施，例如參考公務員陪同子女接種疫苗可合理缺勤，相信能更有效推動3歲或以上學生接種疫苗。對於母乳媽媽接種疫苗，他希望政府提供更多科學數據說明，提高有關人群接種疫苗意欲。

### 院舍未經家屬同意為居住院舍的長者接種疫苗
3月19日，有長者家屬向本地媒體反映衛生局未有就長者接種疫苗的事宜詢問家屬的意見，亦未有給予足夠時間讓長者與家人商討打針與否。該家屬直言，當局此一舉動「非常不尊重老人家亦十分不尊重家屬」。衛生局回應指，當局社工局合作推廣院舍長者疫苗接種，將派出醫護人員到各長者院舍，即場為長者講解及評估，如長者適合接種疫苗，會徵得長者同意並簽署知情同意書；如長者缺乏意識能力，會在徵得其家屬或監護人同意下接種疫苗。 對於有市民反映，衛生局在未讓院舍長者與其家屬有足夠溝通便為其打針，批評當局未有尊重長者及其家屬。澳門特別行政區政府社會工作局局長韓衛於3月21日受訪時回應，不存在有家屬未知悉前便為院舍長者接種或迫針的情況。安排院舍長者接種需提前，亦會在接種日提前一星期或數日通知家屬。又指，很多院舍反映，長者家屬間對長者接種有不同意見，局方較難判斷家屬間就院舍長者接種是否有一致答案。

### 學生參加跨校活動、學界比賽或暑期活動須打針
3月31日，教育及青年發展局非高等教育廳代廳長張子軒於例行疫情記者會上指，當局正在參考大型體育賽事的做法——即參與者須有接種證明，當局正制定相關指引，學生在參與跨校活動如暑期活動、學界比賽等要先接種2019冠戕病毒病疫苗。當局又指，最早會在5月內推出有關的具體方案，又相信相關工作能夠有利利於學生活動的開展，讓參加者和家長更放心。他又表示如2022年北京冬季奧林匹克運動會成功舉行，當中「有很多相關防疫措施值得參考」，局方現正研究相關意見及制定具體細節方案，亦會考慮相關因素如參力人數多少、活動或賽事的安排等。教青局亦將持續聽取衛生部門、教育界、賽事及活動舉辦專業團體的意見，倘跨校的學生活動有新的防疫措施，會預留充足的時間讓參加者準備和適應。
4月21日，教育及青年發展局非高等教育廳代廳長張子軒宣佈由2022年7月起，教青局與體育局合辦的暑期活動和教青局轄下活動中心興趣班的參加者，須在出席首次活動時，出示已經完成疫苗初種系列的全程接種後超過14天的證明，或於每次出席活動時出示7天有效的核酸檢測陰性證明，有關的措施同時適用於活動的陪同人士，包括家長。而2022/2023學年學界比賽的參加者防疫安排，教青局代表目前與衛生部門按疫情研判相關安排，詳情預計在9月公佈。
9月8日，教育及青年發展局公佈2022/2023學年學界比賽即將展開之際的防疫安排，要求所有參加比賽的學生須完成接種初種系列免除核酸檢測方可參加比賽，否則比賽前均需進行自費核檢。被問到當局的措施是否「谷針」，變相加大未打針學生之家庭壓力。教青局非高等教育廳廳長張子軒回應時表示，措施是希望以最大的力度保障所有參賽學生的身心安全。張子軒同時表示，所有參加者需在首場比賽前 48小時內須作一次免費的核酸核測。他續稱，在後續的賽事中，已接種兩劑疫苗達14天的參賽者（有金框或紫框），只需出示比賽當天的快速抗原檢測陰性證明，而相關的快測包將由教青局向學校提供；但未完成疫苗初種系列達14天的參加者，後續的每場比賽48小時前，則須自費做核酸檢測。被問到接種疫苗後仍會染疫或傳播，質疑是次措施的目的是「谷針」還是保障學生。張子軒回應稱，學界賽事所牽涉的人數眾多，年齡跨度亦十分大、賽程密，故希望提升學生的疫苗接種率，令整體學界比賽的安全有所保障。張子軒強調，不論打針與否學生都有權利參賽，其只會影響比賽前所需的防疫措施。在參與學界比賽前，學生會有足夠時間完成疫苗接種；並再次呼籲有意參賽人士儘快接種疫苗，以保障學生和參賽者的健康。據張子軒，上學年參加學界比賽已接種兩劑疫苗的學生有百分之85。

## 巴士實名登記計劃爭議持續
2021年9月下旬至10月中旬，澳門先後爆發“保安群組”和“裝修群組”而引發的聚集性疫情。其後證實“保安群組”中的第66例確診患者和“裝修群組”中的第74例確診患者曾經乘坐同一輛25路線巴士約14分鐘，並曾經觸摸同一條柱，認為兩人有空間和時間上的交集，不排除因此受到感染。在2021年10月5日記者會上，傳染病防制暨疾病監測部協調員梁亦好表示參考中國大陸做法推行澳門通卡實名制。在10月7日記者會上，梁亦好補充表示表示從流行病學追蹤角度上看，實名制當然對追蹤風險人士有很大幫助，亦能清楚令市民知道自己風險。
2021年11月18日，交通事務局宣佈推出“巴士實名登記計劃”，並於12月11日午夜0時起實施。所有乘坐公共巴士的澳門通卡，必須進行實名登記，才可享受車資優惠。如在12月11日午夜0時起，仍未將澳門通卡登記實名的人士就不能享有車資優惠。隨著澳門健康碼應用程式推出，當局將逐步要求透過現金、未能實名的電子卡支付車資，以及未進行實名登記之乘客，須透過該系統作記錄。

### 實名制引起部分社會人士質疑
2021年12月中旬，正報向交通事務局查詢「澳門通卡須經實名登記後方可享有車資優惠」的法律依據及行政程序問題。正報的查詢包括如何引用《傳染病防治法》任何一條法律條文、為何繞過行政長官的批示和沒按照第65/2018號行政長官批示中實行巴士車資規定惹起質疑。但交通事務局只透過新聞局解說相關問題並沒有真正向相關傳媒回覆，只是指出截至同年1月5日，已經有超過43萬張澳門通卡完成實名登記，亦有超過44萬張澳門通卡已完成拍卡激活（部份為計劃啟動前已辦理記名服務之澳門通卡）。總結之前疫情防控工作經驗，市民已形成普遍共識，認同政府必須更好地掌握感染傳播鏈，尤其當出現感染個案時，在現有措施之外，需要進一步加強追蹤手段，有效發現與患者有共同軌跡的乘客，並以此為基礎推出該計劃。又指在實名登記計劃開始後，只有不足3.4%的電子支付乘客未完成實名登記。
2022年1月6日，立法會直選議員謝誓宏提出書面質詢，對衛生部門和交通事務局強制「巴士實名登記」未顧及《個人資料保護法》規範，要求相關部門交代。又指現時澳門追蹤同乘軌跡的乘客防疫手段包括車廂鏡頭、巴士卡編號鎖定購買地點、天眼系統覆蓋，質疑政府仍允許非公共部門的企業大量收集居民個人資料，政府如何向公眾解釋在沒有任何機制保障個人私隱的情況下，為何特區政府以防疫為由緊急強制推行巴士卡實名登記的政策？

## 澳門健康碼應用程式相關爭議

### 應用程式可能侵犯、洩露或影響個人私隱
2021年11月下旬，衛生局宣佈推出澳門健康碼手機應用程式供所有人士作行程紀錄和方便相關部門當澳門有確診患者時可以追蹤行程，部分人士擔心類似香港“安心出行”應用程式洩露個人資料，手機應用程式內附使用條款中關於非個人資料處理，說明會自動記錄多項資料包括使用服務時所瀏覽的網頁等。2022年1月14日，新型冠狀病毒感染應變協調中心作出澄清，指健康碼應用程式內有的使用條款，當中提及“本軟件所使用的程式會自動記錄使用服務時所瀏覽的網頁”，供使用者知悉。此類使用條款屬於同類軟件的通用聲明，原因是手機應用程式有部份功能是由網頁開發，需要記錄打開這些頁面時的狀況，包括是否成功打開、返回的時間等，以判斷程式在使用時會否出現問題。中心亦強調當程式使用者在使用服務時，被記錄的網頁資料均只屬衛生局的網頁，不會記錄其他應用程式瀏覽的網頁，不涉及個人資料的竊取或洩漏。
有資訊保安業界人士指就算私下表層分析「健康碼」手機應用程式，已有可能觸犯上述條款，甚至傳媒報道分析結果也可能存在法律風險。有新聞工作者認為，若條文真如上述人士所言，傳媒基於公眾利益揭發問題不只不受法律保障，甚至打擊，情況嚴重！傳媒應該基於公眾利益豁免遵守上述條款。傳媒應該獨立行使「第四權」基於事實進行報道，因為在健康碼手機應用程式條款中列明：「《澳門健康碼》手機服務(以下簡稱“手機程式”)屬澳門特別行政區衛生局所有。手機程式的內容受版權及附隨權利和《打擊電腦犯罪法》保護。如沒有衛生局的事先明示書面同意，不得顯示、複製、散佈、更改、傳送或使用手機程式的內容作任何公開或商業用途。」由此可見，「健康碼」手機應用程式有別於其他，無論政府是否承認，市民普遍的觀感就是「強制使用」，但傳媒和其他社會人士包括立法議員或資訊科技業界人士等不能進行監察機制，無法讓市民釋除疑慮，政府一聲令下實行導致成為「擾民」的事實。

### “反掃”被指洩漏個人資料
2022年1月17日，應變恊調中心澄清場所人員「反掃」入場人士「澳門健康碼」的個人資料會外洩，中心所有人士進入場所會由場所工作人員利用該場所自備的工作手機或其他電子設備，透過行程記錄的「反掃系統」掃描入場人士所出示有效的「澳門健康碼」，其「澳門健康碼」亦不會被截圖。入場人士的入場記錄只會在場所的工作手機或電子設備內保存28天，資料僅包括不具個人資料的識別碼及反掃時間，當中不存在任何個人資料，場所亦無法回顧或查閱有關記錄。

### 措施實施後被批“擾民”和忽視特殊人群
由2022年1月17日起，政府借中山市及珠海市聚集性疫情下，所有進入政府服務場所或辦公場所的人士，「強制實行」並且必須使用澳康碼手機應用程式掃描「場所碼」作行程記錄，有澳門本地市民批評掃描場所碼對其生活造成不便，而且大大改變大部分市民的生活習慣，亦質疑政府強制市民安裝「澳門健康碼」手機應用程式。市民反映指在當天實行首日的早上，保安要求市民掃「場所碼」，但保安卻沒有拿任何手機向無法「正掃」的人士進行「反掃」，該名市民批評措施對長者、小童，甚至成人都帶來不便，影響市民日常生活並且造成「擾民」，質疑政府通過此做法強制市民安裝健康碼手機應用程式。另外，使用身份證進入政府辦公地點的市民，需要由在場工作人員協助「反掃」方能進入，但是否每個政府部門及公共場所都有提供此類協助？則不得而知。同時有市民投訴指在一些流動網路接受不良的地點，例如位於地庫的超市，要等一至兩分鐘才能等完成登入健康碼，批評做法耗神費時，應立即糾正；亦有市民質疑，曾使用一部手提電話同時幫助長者及小童掃碼，但查找有關記錄時卻無法清楚分辦誰人到過哪些地點，「若出問題怎麼辦？」；亦有長者認為很難記住如何掃碼，會減少到需要使用場所碼的地點。
2022年1月25日，仁慈堂澳門盲人重建中心心理輔導員及活動協調員梁嘉俊批評衛生局的防疫措施完全沒有考慮到特殊人群需要，任由這些群體自行尋找解決方法去跟從防疫指引。又指以視障人士為例，尤其無手機、要靠機構去整碼的視障長者，一到公眾假期更是寸步難行，而即將到來的新年假期對這些視障人士特別困難。又指在年初一至三他們需要去任何地方，包括餐廳等公共場所，不具備健康碼會有很困難，他們只可以前往警察局，但部分人傳統習俗認為去警察局是不吉利，他認為硬推、硬執行「場所二維碼」是對特殊人群存在重大困難及問題。又批評以防疫之名「大晒」，形容場所碼措施「離地」，又稱一些防疫措施公佈後亦沒有見到當局聽取反映意見作改善。梁嘉俊指大多數視障長者不懂用手機，需要到其中心生成和打印健康碼，他又指為了遷就中心的辦公時間，這些視障人士通常不會安排自己早上9時前去任何地方，對視障人士造成一定性的制肘，而且健康碼只有一天時效，視障人士在翌日需要前往中心打印，大部分視障人士於星期日不外出。
2022年1月27日，在政府防疫例行記者會上，有傳媒問及澳康碼不便特殊人士使用，衛生局傳染病防控處處長梁亦好表示，當局正逐步優化澳康碼系統，並參照一户通簡易版的經驗從而推出簡易版的健康碼，為有特殊需要的市民提供更方便的使用方式。梁亦好指現時澳康碼手機應用程式已有57.9萬人下載量，接下來會對程式相關問題作出優化，包括使用行程碼時掃碼出現困難的問題。

### 強迫掃碼被指無法律依據
對於強制掃碼措施廣受批評，行政法務司司長張永春於2022年1月18日接受傳媒訪問時表示，依照《傳染病防治法》的要求，以及經各部門的分析，在公共場所實施是沒有問題，又稱當局收到市民的反饋良好，待有關操作完善、經各方評估，以及具備條件後，衛生局或考慮在私人場所推行掃碼。至於法律依據方面他指場所碼是依照傳染病防治法的要求，而且經過各個部門的分析，他認為公共部門要求強制掃碼不存在法律問題。至於私人場所的場所碼掃碼的法律依據，張永春就沒有向傳媒作出正面回應。自於《傳染病防治法》方面，他指出該法律自2003年因「沙士」疫情而作出制定，他認為該法律暫未需要立即調整但有完善空間去作出檢討。

### 私人場所必須掃碼根據性惹質疑
2022年1月20日，應變恊調中心召開例行記者會中，有葡文記者問到有些銀行、私人醫療機構要求市民必須掃瞄「場所碼」，這是否合理？這是否必須？對於相關掃碼問題，衛生局傳染病防控處處長梁亦好回應指當局沒有規定私人場所要求市民記錄行程才可入內，但歡迎不同的場所推出措施幫助市民記錄行程。續稱：「場所有自主性決定是否允許甚麼人士進入場所。」葡文記者同時向治安警提出若不准不掃碼的市民進入私人機構，是否合法？有否相關法律規定？出席記者會的治安警察局行動及通訊處處長馬超雄回應時強調，衛生部門推出的「場所碼」主要目的是希望一旦出現疫情時，幫助市民記憶行程，以最快速度完成流行病學調查，並相信大部份市民絕對願意配合。馬超雄又指一般情況下，私人場所的管理者有權准許或不准許某些人入內，又表示當局都希望做到平衡，一個措施要實行的話，都希望便民或市民可以做到。其後葡文記者追問：私人機構禁止不掃碼的人士入內是完全合法？馬超雄回應指該問題需要大家理性些分析。他提出，抗疫需要全民的支持、配合才能成功。私人場所或公眾都需要遵守衛生局的防疫指引，有些私人機構實施額外的措施都要受到檢視：有否違反法律、是否適度、是否合理的？同時重覆疫情一旦發生，立即追蹤行程及相關接觸者是非常重要的。「行程記錄」的目的就是抗疫，希望盡快完成流行病學調查。續稱：「所以，大家可以分析到這個究竟是否合理、適度的措施？如果是不合理、不適度，甚至乎違反法律的情況下要求他人做一些事，當然這是不可以的。」

### 立法會議員籲市民認同落實場所碼必同性
2022年1月24日，澳門特別行政區立法會召開全體會議，多位議員關注場所二維碼使用的問題，其中直選議員馬耀鋒於議程前發言時呼籲全澳市民應理解及認同落實場所碼的必要性。他指出部分市民特別關注反掃功能會否衍生個資洩漏的風險，故對反掃操作存有疑慮。他建議在平衡防疫措施與保護個人私隱的情況下，對市民加強推廣場所碼並且解釋其與健康碼在用途及運作差異，強調反掃記錄內容沒有涉及任何個人資料。 另一方面，間選議員林倫偉表示有必要提高健康碼系統的穩定性。另外，不少地方仍未設有反掃系統掃描入場人士的健康碼，為長者或沒有智能手機的人士記錄行程，當局應協助場所和商戶推行有關工作。 林倫偉表示澳康碼手機應用程式雖然可以同時生成多人的健康碼，但卻不能同時紀錄多人的行程記錄，不少市民會透過自己手機同時子女及父母一同生成健康碼出行，如不能同時記錄多人的行程資料，可能要使用另一部手機進行記錄，或者要進行多次掃瞄造成不便。他希望當局作出相應的調整和優化。直選議員林宇滔表示面對Omicron變種病毒的來勢洶洶，政府必須盡快堵塞現時防疫政策措施當中所出現的各種漏洞，尤其是儘快向所有須設場所碼的私人場所提供帳戶及反掃功能，也要盡快修正程序多人使用的錯誤，也要為大量黃碼人士制訂更清晰的標準指引，及提供可行的出行公共選擇，真正做到精準防控和常態化防疫。 

### 衛生局回覆相關爭議之問題
2022年3月3日，正報對「健康碼」手機應用程式的使用條款中相關列明是否違法作出討論，衛生局作出回應指不遵守使用條款是否違法，不能一概而論，須就具體個案分析。政府推出「健康碼」手機應用程式已有三個多月，官員強調手機應用程式是安全的；很多市民亦已下載，且已習慣使用，甚至予以肯定、讚許。但資訊保安業界人士指出程式並非開源軟件(open source software)，只能進行表層分析，一旦發現問題，或者自行公布，或者交給傳媒報道，就上述條款，無論是個人或傳媒，自行公開手機應用程式存在的問題，過程難免顯示、散佈手機應用程式內容，可能觸犯刑法，情況令人擔心。就此，本報分別在1月17日、2月21日向衛生局提出同一查詢，卻得不到回應；3月2日巴上再向社會文化司司長辦公室查詢後，即日得到衛生局回覆。相關問題如下：
- 若有市民自行分析「健康碼」手機應用程式後發現問題，並自行詳細公布時涉及「健康碼」的內容，是否違反上述條款，是否違反《打擊電腦犯罪法》？
- 若傳媒從市民知悉「健康碼」手機應用程式的問題，並詳細報道涉及手機程式的內容，是否違反上述條款，是否違反《打擊電腦犯罪法》？若是，衛生局會否考慮豁免傳媒遵守上述條款？

衛生部門僅作相關回應：
- 澳門健康碼手機應用程式的推出及使用涉及公共利益
- 市民使用時留意使用條款的提示
- 不遵守使用條款是否違法，不能一概而論，須就具體個案分析
- 歡迎市民、傳媒向衛生局反映程式倘有的不足或問題，衛生局將積極跟進[41]

## 「黃碼」人士仍能上班上學惹爭議

### 政府人員「黃碼」仍可上班惹爭議
自中山市坦洲鎮和珠海市香洲區南屏鎮出現聚集性疫情後，由於有部分澳門居民於假日前往相關地區消遣或短暫居住，因此在聚集性疫情發生後經大批人士澳門健康碼報告後變為「黃碼」，而且有大量公務人員曾經到過中山市或珠海市相關地區仍可以繼續上班，廣受社會大眾批評。2022年1月18日，行政法防司司長張永春作回應指有約500名涉及不同政府部門公務員的健康碼轉為黃碼，需要作自我健康管理。目前已安排他們避免作公眾接待的服務，並儘量減少與市民接觸。政府已安排他們在其他地方工作，與同事保持一定距離。又以市政署為例相關「黃碼」人員較其他部門多。他又強調，政府各部門會嚴格按照衛生局指引。他又呼籲市民減少非緊急和非必要公共服務，並呼籲私人實體也應遵循衛生局的相關防疫指引。

### 衛生局回應相關事件時亦惹爭議
2022年1月20日，應變恊調中心召開例行記者會，指現時澳門有超過1.8萬名市民的健康碼變為“黃碼”，當中不少人士是上班族或學生，不斷有市民質疑，黃碼市民要自我健康管理，但又要繼續上班上學，又不能乘搭交通工具，那如何上班？衛生局傳染病防控處處長梁亦好回應相關問題時指“黃碼”人士上班可以有自己交通工具，或者步行都可以。又指相關人士需要進行自我健康管理，當局有清晰指引黃碼學生不應上課；至於黃碼人士是否可以上班，在當局指引是不適合前線接待工作，指出市民上班可以有自己交通工具，或者步行都可以，這方面交由市民與其僱主商討。她指出，現時市民除可透過熱線電話外，還可透過網上求助平台、短訊及電郵向當局查詢健康碼的狀況或提供更新資料。

### 博企員工因「轉碼」被迫放無薪假
2022年1月23日，新澳門博彩員工權利會收到銀娛以及澳娛的員工投訴指，公司要求轉碼員工放無薪假，並呼籲博企應承擔社會責任，給予這些員工「半薪假」的安排。該會理事長周銹芳連同該會多名代表到政府總部遞信，要求政府關注此情況。該團體指出，受轉碼影響員工只是配合政府的疫情安排而無法正常工作，有關員工曾向勞工事務局求助，但只得的答覆只有勞資雙方自行協商，並無法例規定無法上班的轉碼員工放「半薪假」與否。博企應要主動承擔社會責任，給予無法正常上班的員工「半薪假」的安排。

## 跨境學生停課安排被批評安排混亂
2022年1月16日，因應中山市和珠海市出現聚集性疫情，教育及青年發展局宣佈非居住及未曾在過去14天內到過珠海、中山特定區域的跨境師生，持有24小時內的核檢陰性結果才可以回澳上學。1月20日，教青局突然宣佈跨境師生由1月21日起停課至春假結束。多個跨境學生家長於1月21日早上致電澳門電台中文頻道晨間時事節目《澳門講場》認為相關決定是歧視跨境學生，擔心子女會被負面標籤，有家長批評當局安排混亂。一位居住在橫琴粵澳深度合作區的市民表示其女兒原有最後一科考試，措施令她未能參與，令跨境學童感覺被標籤，擔心會影響學生心理健康。她指，雖然女兒居於珠海，但並非疫區，加上沒有疫情，亦都符合教青局之前的核酸檢測陰性證明規定。另有市民批評當局決定是歧視跨境學生以及「不知所謂」，更不應該「一刀切」進行收緊。若當局認為跨境往來會帶來防疫風險，理應「一刀切」收緊通關政策，而非只要求跨境生停課。現時有些人仍然來往澳珠兩地，有跨境學生已經由16、17日起已經留在澳門，沒有返回珠海居住。另有家長批評政府的防疫政策互相不配合，一邊聲稱為減低風險而停課，但賀年活動、花市卻又繼續舉辦。她又說，澳門現時沒有確診個案，政府已經叫停跨境學童上學，為何本地學童還要提早放假？另一邊廂，有居住在澳門本地的學生家長認同教青局的決定，認為中國境內疫情越來越嚴峻，好擔心澳門隨時爆疫，現時跨境學生停課的安排讓她感到放心，至於考試的問題，認為學校可以酌情處理，又建議有條件的學校儘早放春假。

## 長者抗疫關愛包爭議
2022年4月，澳門基金會聯同社會工作局、衛生局和多個團體及社團，推出長者抗疫關愛包派送計劃。但有已領取的長者反映關愛包中部分禮券之適用商店，其定價較高，不實用；亦有非健康食物的快餐券，亦不適合長者。對於相關反映，澳門基金會行政委員會主席吳志良於6月10日回應傳媒問及關愛包事宜時稱，由於協助團體及社團較了解長者所需，故由它們作出有關決定。他表示，由傳媒報道得知有些社團採購的禮券須用於購買快餐店食品，對基金會是否關注長者健康有疑問，吳志良表示「基金會已提醒相關社團，社團知道，因為老人家買嘢唔係完全自己食嘅，可能同孫仔一齊去嗰啲快餐店，睇下報紙，陪佢（孫兒）玩，買啲嘢（食）」(基金會已提醒相關社團，社團知道，因為老人家買的東西不是完全自己吃的，可能和(他們的)孫兒一齊去這些快餐店，看報紙，陪他 (孫兒) 玩，買一些東西吃)。

## 特首重申澳門不能抗疫“躺平”
6月23日政府特別防疫記者會上，論盡媒體記者向特首指坊間一直有不少「與病毒共存」和「動態清零」的討論，當時行政長官賀一誠指若澳門選擇「躺平」處理疫情將對澳門經濟影響會更加大。
9月24日，行政長官賀一誠召開惠澳措施新聞發佈會上，再被論盡媒體問到世界各地逐步開關，澳門仍持續封關下如何保持競爭優勢？行政長官賀一誠再次強調本澳不能“躺平”，亦冇條件“躺平”，因為澳門與內地聯繫緊密，加上內地為澳門本地主要客源，若澳門與內地防疫措施不一致，中央亦沒法恢復內地赴澳旅行團及電子簽注。他又稱，澳門與內地聯繫緊密，本地每日進出內地有超過30萬人次出入包括一定旅客，他反問“你可以問居民回內地要‘7+3’願不願意？今日我再次強調，我哋係無呢個條件躺平。”
11月15日，行政長官賀一誠發表完澳門特別行政區政府2023年財政年度施政報告並出席記者會，他重申應對疫情必須堅持動態清零，沒有什麼良方妙計。他表示鄰近地區採取比較放寬的政策，旅客人數亦沒有大增長。賀一誠稱，澳門必須有旅客來澳，9月23日中央召開的會議，澳門爭取有關電子簽注和旅行團來澳，是希望確保有客源，他強調澳門在過往旅遊業的輝煌時期，都並非靠海外遊客，而是以內地旅客為主。現時澳門在應對疫情方面已經有經驗，10月的疫情很快平息，而11月14日發生的新一輪疫情亦很快清楚源頭作出防控。賀一誠又稱，政府一直推動長者接種疫苗，但仍有很多長者尚未接種，以10月26日發生的疫情中一家人均未接種，他再次呼籲市民接種疫苗及加強劑。

## 港澳貨船船員疏忽染疫恐面臨刑責
9月23日，澳門司法警察局公佈一名73歲男性港澳貨船船員在8月初因未按規定做好防護，感染後將病毒傳予同事。經診治康復後，司警於9月21日將該船員帶到司警局調查，期間有人承認在船上未戴口罩和穿防護衣。該船員涉嫌違反傳染病防治法，被移交檢察院跟進。

### 議員批評有關做法 倡修改《傳染病防治法》
9月25日，澳門立法會直選議員林宇滔表示，不管是次案例還是在「相對靜止期」間，均突顯出當局在執行該法上無任何彈性。若要而《傳染病防治法》處罰，現行法律就一定是刑法處罰。他又稱，《傳染病防治法》的目的並非是「捉人（有違防疫指引者）去監禁」，而是要有效阻止傳染病在澳門的傳播。林宇滔又稱，就目前的個案，的確有違指引，當局稱其未有戴好口罩及穿好防護衣，但就上述情況是否就要動輒刑法處罰呢？他續稱，相信以本澳的法律以及刑法體制來看，該案動輒刑法是不合理、非必要的。若是次個案或「6.18」期間是行政處罰違規人士，相信社會的爭議會相對減少，故他促當局儘速修改《傳染病防治法》，且未來修法應加入適當的行政處罰內容。林宇滔又表示，《傳染病防治法》自2004年起生效，雖經歷3次修改但只是修改附表的內容，但未有就其他內容進行修改。他又稱，「6.18」疫情過後已就相關問題向當局提出質詢，並要求儘速修法。而當局亦已回覆會適時檢視，並提出修法。惟當局至今仍未有提及有關的時間表。

## 2022年10月聚集性疫情期間相關爭議

### 擬收緊由廣東省入境澳門無接種疫苗人士的入境要求
2022年10月26日，珠海通報一個10混1核檢陽性，其中8人在澳，經複檢後發現一名66歲女性確診；患者在確診前亦曾多次往返珠澳。衛生局傳染病防控處處長梁亦好表示，患者當時沒任何症狀，亦未曾接種疫苗，兩名同住家人亦沒有接種疫苗，先後在27日和28日核檢陽性並證實感染。
在2022年10月27日防疫記者會上，衛生局傳染病防控處處長梁亦好表示，當局與中國大陸方面商討計劃推出由廣東省（包括深圳）入境澳門的相關人士，若沒有接種疫苗，核酸通關證明有效期會縮短至 24小時。該措施對由廣東入境、沒有接疫苗人士的核酸要求更加嚴格。她又指澳門推出疫苗接種計劃已有一段時間，患者沒接種疫苗情況下經常往返珠澳兩地會對社區帶來風險；她指當局不是要求所有人一定要接種疫苗，目前是減少其本人或者社區可以減少疾病傳播風險，並減輕本地醫療系統負擔 。梁亦好補充，如疾病原因不能接種的話，經醫生評估後將獲發不適合接種疫苗證明。若有個別原因不想接種疫苗的話，亦可以通過出示24小時內有效核酸陰性證明。
10月28日防疫記者會上，有記者問及疫苗的效用？衛生局傳染病防控處處長梁亦好表示，所有疫苗均可預防感染，只是比例問題。研究顯示，疫苗預防感染效能相應較低，尤其是隨病毒經常變化，預防感染能力降低，但仍有預防作用，尤其是剛接種加強劑，預防感染能力有較高水平。

### 防疫需研判 不宜太早實施過度措施
自10月26日發現首宗本地居民社區感染的境外移入陽性個案，及後接連有數名澳門居民受感染，有記者問及會否開展全民核檢？衛生局局長羅奕龍於10月30日防疫記者會上回應稱，當局會對現階段採取適當措施的結果作評估，倘有需要就去做，強調不宜太早實施過度措施，影響市民生活。對於會否實施全澳停課、全民核檢甚至相對靜止？羅奕龍回應指，將會根據核檢、快測等結果去決定後續措施。他強調，動態清零的重要原則是在出現個案時，迅速採用合適手段控制疫情；既要做好防控，亦要考慮社會運作、居民生活、經濟活動。續稱：「我們盡最大的努力去使疫情盡快能夠控制下來，請各位市民放心。」，又指政府不會太早實施影響居民生活的過度措施。關於內地赴澳旅行團恢復方面，羅奕龍指澳門旅遊局與內地部門作相關溝通、協商是沒有障礙的。續提出，本次疫情的源頭清晰，傳播鏈明確，至今仍是「樂觀的」，當局將會繼續評估。旅遊局傳播及對外關係廳廳長劉鳳池補充，仍然等待內地文旅部的復旅正式通知，繼續密切留意疫情發展，與衛生部門、入境部門溝通，且全力做好準備。並表示，暫時未收到有旅行團取消來澳的通知。

### 網上傳出兩確診學生曾參加萬聖節活動 當局否認
10月30日，網上流傳兩名13歲學生曾在公園參與萬聖節活動，衛生局傳染病防控處處長梁亦好在當天疫情記者會上稱，據了解該2名學生在10月29日沒參與戶外活動。

### 無懼疫情 市民繼續慶祝萬聖節
10月29日，在澳門出現數宗陽性個案，全澳各處都有市民迎接萬聖夜，大多市民趁周未時間在下午開始到晚上，分別前往望德堂、婆仔屋、氹仔龍環葡韻一帶，「扮鬼扮馬」，歡渡節日前夕。
10月30日，應變協調中心公布新增多宗陽性個案，應變協調中心雖然呼籲減少聚集，但適逢萬聖夜，多區有公園及多個休憩區、廣場出現參加萬聖節活動的人群，當中包括家長及學童，有人不戴口罩參加，其中氹仔中央公園入場人數較多。有關方面已在現場進行人潮管制，限制入場人數，並呼籲參加者離開，入埸人士需要出示健康碼、掃場所碼及測體溫。塔石廣場亦出現參加萬聖節活動人群，比昨晚有所減少。

### 多個重點區域及鄰近通關口岸核檢站大排長龍
2022年10月30日18時起，往返珠澳須持24小時內核檢陰性證明，措施暫定5天。大批通關人士臨近措施更改前經關閘通關返回珠海，現場一度擠塞。措施實施後，位於關閘邊檢大樓旁的澳門工人體育場核檢站出現人龍，一度排出車道，有警員維持秩序。
而在重點區域核酸檢測計劃公佈後，多個重點區域內核檢站開始大排長龍，有居民收到消息後第一時間前往核檢站進行採樣；其中黑沙環衛生中心及東方明珠戶外核酸站方面，有居民表示完成檢測之流程需時20分鐘，認為可以接受。入夜後，祐漢公園戶外核檢站出現人龍，龍尾排至公園外圍。有市民表示，當天的預約額已滿，現場工作人員對於能否免預約直接排隊核檢說法不一，她認為現場指示混亂。另有市民稱，收到核檢提示訊息便開始預約，但就近的採樣點已滿額，認為預約額太少。另一個增開的中葡職業技術學校核檢站亦有不少人排隊輪候，受訪市民稱採樣過程順利，會配合政府工作。
2022年10月31日，重點區域核檢實施第二日，上午時間在祐漢公園戶外核檢站出現排隊人龍情況，大約有80至100人排隊；有完成核檢的居民表示，排隊約10多分鐘，認為當天核檢安排較前一天有秩序，又相信疫情會得到控制；而其他位於重點區域內的核檢站上午人流均不多，有家長表示理解當局今次基於風險問題重點區域核檢不設豁免人群，但仍認為嬰兒較少外出，可改用快測代替核檢。另有居民稱，現時每日要做快測和核檢感到不便，但願意配合防疫安排。

### 封控措施再受質疑
2022年10月30日上午，政府跨部門對43歲女性陽性個案任職莊荷的工作場所美獅美高梅進行圍封，並採取各方面措施，包括賭場、酒店餐廳和酒店內商店停業等。該酒店娛樂場、酒店工作人員及酒店住客即時起就地隔離，至於在該酒店內之店鋪員工在完成核檢後便可離開。
在當天防疫記者會上，有傳媒問及到酒店員工與店鋪員工之防疫措施為何不同時。衛生局傳染病防控處處長梁亦好解釋，管控需根據風險評估，由於該酒店內的設施包括員工餐廳和員工更衣室等作為娛樂場及酒店工作人員會共用空間，與該陽性個案相同時間上班的同事的感染風險最高。至於酒店店鋪員工無須就地隔離，梁亦好又稱，評估過相關場所，因酒店其他店鋪的員工不會與酒店員工共用空間，因此採取較寬鬆的管控措施，但強調即使離開了酒店的人士亦須登記資料及作相應管控措施。

### 公佈全民核檢倉卒 各核檢站再現人潮
11月1日開展全民核檢，當局希望控制在一天內完成。有傳媒關注何時開展第二輪全民核檢？衛生局局長羅奕龍回應稱，當局希望在大風大雨來臨前，每名在澳人士均已進行一次核檢。至於第二輪全民核檢安排，將視乎天氣因素以及首輪全民核檢的結果研判。他對於是次全民核檢安排較倉促致歉，希望居民諒解。他在公佈全民核檢措施時指，由於強烈熱帶風暴尼格影響澳門，為避免市民冒著風雨核檢，該輪核檢時間上縮減一些，希望一天內完成核檢。
措施公佈後，各核檢站已大排長龍，有市民表示擔心11月1日天氣轉壞，所以提前進行核檢；有居民看見排隊人龍後打退堂鼓。由於全民核檢時間短，引起市民在網上社交平台上猛烈批評。有部分剛完成核檢市民批評相關做法，又批評官員無能，加上政府不宣佈停工停課，容易做成傳播風險，又建議應該在全民核檢期間提前停工停課。
10月31日下午全民核檢消息公佈後，大部分核檢站點預約名額均已滿，亦有不少市民下午趕往核檢站。在東方明珠核檢站，原本只有10多人核檢，數分鐘後已聚集逾百人，不少市民稱聽到消息即到核檢站，希望今日核檢後，明日不需再核檢，避開人多排隊情況。有市民則不滿核檢站人手安排，有採樣員需要同時收集樣本送檢，令採樣工作受阻，難以疏導排隊人流。傍晚時分，不少居民擔心颱風將至提前到各核酸檢測站做核檢，其中在白鴿巢公園核檢站出現人龍，由於行人路較窄，不少行人要走出行人路，較為危險，不少排隊居民鼓譟，不滿全民核檢措施推出倉促，隊伍一度排至沙梨頭街。有東方明珠街休憩區核檢站完成核檢人士表示，稱得悉當天完成核檢人士，在11月1日毋須參與全民核檢，擔心颱風使戶外核檢站將關閉，故決定提前檢測。
入夜後，各個核檢站仍然人滿為患，祐漢公園核檢站情況出現混亂，有市民認為已預約及沒有預約人士應分開排隊，否則有可能交叉感染。建議政府可推出措施，如讓錯過當日預約名額而擔心變黃碼人士，安排一定時間讓他們檢測，既減低感染風險，又不會出現誤會。有市民建議其中在青茂口岸核檢站有工作人員不斷播放廣播提醒排隊人士須保持一米距離，但現場人流實在太多難以執行。至於在醫總青洲坊核檢站，人流眾多，圍繞著青洲衛生中心排隊，有居民稱經向在場工作人員查詢，指當天名額已滿，勸喻其暫時離場到11月1日再進行核檢。氹仔多個核酸檢測點均出現排隊人龍。筷子基多個核檢站均排起長長人龍，有家長都擔心翌日(11月1日)天氣轉壞，故提前帶同子女到場做核檢。其中在南粵廣慈核檢站一度目測到逾500人在場等候，當中不乏為小朋友和長者。而在筷子基信步閑庭巴士總站核檢站和前逸園狗場核檢站亦是人山人海，有完成核檢的居民稱，在聽到新聞發佈會要做全民核檢的消息後，隨即趕到住所附近的核酸檢測站做檢測，因為擔心明天不停課又可能有天雨，帶了小朋友不方便。嘆言足足排了兩個小時才能完成，不明白為何今次全民核檢如此倉促和時間短，批評當局的防疫措施是“玩死市民”。
應變協調中心於10月31日晚上8時許發出新聞稿，呼籲居民毋需急於當天晚上進行核酸檢測，所有核檢站亦嚴格執行預約制，未預約人士，請不要前往核檢站，避免人群聚集。但核檢站人流仍未散退，部份市民配戴 KN95口罩，大多未有維持一米社交距離。部分核檢站有警員在場維持秩序，呼籲沒預約人士毋須輪候。有家長表示，小朋友需要做核酸才可返學，亦有市民稱要做核酸上班，警方表示理解，但由於此核酸站即將關閉，勸喻市民翌日再來。據衛生局的核檢站人流網頁顯示，於晚上近9時部分核檢站有超過300人以上等候，輪候時間超過1小時。
在11月1日疫情記者會上，對於「彈弓口」全民核檢時長一事，衛生局局長羅奕龍作解畫，指58歲男患者經流調分析社區傳播風險或有增加，患者在不少情況下不戴好口罩，加上颱風將至，不希望市民落大雨時排隊候檢，但又擔心颱風過後再核檢令疫情蔓延，原本希望在當天內完成全民核檢。同時基於漁欄送貨員陽性個案活動軌跡，當局經流調分析本澳社區傳播風險增加有所增加，對於萬聖夜當晚眾多市民輪候核檢，引起網民激烈批評，羅奕龍承認該輪全民核檢「臨急臨忙」、「好急」，並為此感抱歉。若等颱風結束才推全民核檢，「可能疫情會完全不一樣」，希望市民諒解及配合，又指出不排除開展下一輪全民核檢。

### 石排灣公屋群核檢站設置惹批評
11月1日，在全民核檢開展前，各核檢站一度出現人龍，其中在石排灣只有一個常規核酸站，引起居民抱怨和擔心不利防疫。多名居民表達對現時區內全民核檢安排不滿意，紛紛表示此前有兩個站時比較方便，期望當局從善如流，於區內尋覓空間增設站點。下午稍後時分，因應相關檢測站多人等候，當局調動流動核酸採樣車，停泊在附近的石排灣公立學校前位置，並即時投入運作，工作人員亦安排市民分流至採樣車進行檢測。
11月3日疫情記者會上，教育及青年發展局中學教育處處長梁怡安表示，迎一輪全民核檢中，當局將清空石排灣職業技術教育活動中心部分空間用作核檢關愛站，回應區內長者需求，便利市民核檢。衛生局傳染病防控處處長梁亦好補充，當局亦將於石排灣蝴蝶谷大馬路總站安排流動採樣車，凱泉灣總站亦增全民核檢關愛站。

### 核檢樣本遺失 相關人士被安排複檢
11月2日疫情記者會上，衛生局傳染病防控處處長梁亦好表示接通知，駿菁活動中心核檢站出現兩個混管樣本遺失，涉及20人。採樣站檢測機構普瑞沙已聯絡受影響人士再採樣，當局亦會要求有關機構提交報告和作出改善建議。
11月3日疫情記者會上，有記者再追問該機構會否被處罰以及受影響市民如何索償等。至於普瑞莎會否受罰，衛生局傳染病防控處處長梁亦好並沒有回應，但指已要求檢測機構要盡其方法、建立機制避免同樣事情發生。她又稱，衛生局已收到檢測機構所提交的檢討報告，局方作為監督機構會跟進其改善措施是否有落實執行。至於遺失的原因，梁亦好回應稱因為樣本量多導致內部出現混亂，使部分核檢樣本出現遺失，但暫時未找到相關原因；又指市民可透過合法的途徑去索償。

### 由廣東省入境澳門核檢證明調整被指屬針對性措施
11月5日0時起，由廣東省入境的澳門居民、外僱、持有逗留特別許可或特別逗留證的人士，其中5歲或以上人士若未曾接種疫苗人士需持24小時內有效核檢證明，但訪澳旅客除外。在11月4日防疫記者會上，衛生局傳染病防控處處長梁亦好表示，基於今輪疫情仍有相當一部分經常往返珠澳人士未打針，不利珠澳兩地整體防疫，因而推出相關措施。當局會持續觀察整體情況研判，相信並非短期措施。梁亦好稱，當局是從風險上評估澳門居民和外僱長期在澳生活，與澳門居民接觸密切程度更高，而旅客與澳門居民接觸程度相對風險低。而新措施僅經珠澳口岸或深圳蛇口入境澳門人士。
至於為何相關措施不包括旅客，梁亦好指旅客相關沒有那麼高的風險，又指當局評估風險後認澳門居民、外僱，長期在澳生活人士與澳門居民密切接觸程度較高，以是次疫情感染個案為例，多為家人、鄰居關係。然而，遊客同澳門居民接觸程度相對沒太高風險。
新措施實施首日，有多名受訪市民表示相關措施沒受任何影響。有家長表示珠澳兩地及時防控疫情，對入境珠海的通關核檢有效期放寬感到方便。她又稱，現時小朋友接種疫苗的情況理想，家長有權選擇是否為子女安排接種，相信新通關措施是基於防控考慮，不認為是“谷針”。有長者表示，全球均推動疫苗接種，她亦已接種四劑，建議最好取消核檢要求，改以接種疫苗作為通關條件，讓兩地回復以往正常生活，年青人有工開和盤活經濟。亦有市民理解新措施，是呼籲更多人接種疫苗。
在相關措施實施後，有市民於本地紙媒發表來論，形容政策是斬腳趾避沙蟲，思考實行政策愈黔驢技窮。而疫情源頭是一名沒接種疫苗的66歲女性患者，該名患者被列為無症狀感染，而政府部門不承認相關政策是谷針，事實上政策是完全處於荒謬矛盾之極。該市民懷疑相關感染源於澳門境內水貨客問題，而水客與澳門經濟又息息相關，更突顯澳門無力解決經濟現在存在問題的智慧。而該措施不包括訪澳旅客，完全反映赤裸裸的歧視，被指帶頭歧視澳門人，間接帶出澳門人不存在價值，並承認內地客為皇的道理，這些荒謬至極的政策措施，相信之後會層出不窮。

### 動態清零繼續維持
在11月5日疫情記者會上，在10月疫情中沒出現重症或死亡個案，甚至有未接種疫苗的感染者亦只是無症狀，不少市民反映，現時不怕病毒，只怕政府的防疫措施，不知自己何時會被捉去隔離，到底「動態清零」政策何時才可以停？衛生局傳染病防控處處長梁亦好表示，澳門整體新冠疫苗的接種率為九成，已經相當高，但長期病患或長者的接種率只有七成。當他們一旦受到感染，將加重整體醫療負擔。她說，在未做好全面準備時，仍然要以「動態清零」為目標進行防疫。隨著相關準備充足，如當重點人群疫苗接種率提升，有更好的治療藥物時，相信不同防疫措施會放寬。現時最重要呼籲長者及慢性病患者儘快接種疫苗。
在11月15日施政報告記者會上，傳媒關注本澳繼續堅持「動態清零」下提出妙計良方？賀一誠重申，「動態清零」是必須堅持的、不動搖。又指任何地方都不會有妙計良方，現時全球性疫情下，不是澳門一個地方全開放就會有很多旅客來，又坦言澳門即使以往輝煌時間都是靠中國大陸旅客，而現時已有規律及經驗，指出10月底的疫情很快平息。傳媒關注「5+3」措施是否真正的放寬，以及對於吸引外國客源有何幫助。。賀一誠指，有關措施和成果「要問返應變協調中心」。

## 零星陽性個案出現期間處理手法惹爭議

### 重點核檢下仍歌舞聲平
11月19日下午，澳門新型冠狀病毒感染應變協調中心因應一例輸入性社會面確診個案因曾到澳門多個遊覽，將大三巴等區域列為重點區域，並開展“5天4檢”；在重點區域之內的大三巴一帶，多個核檢站出現排隊人龍。然而，由文化局主辦於傍晚舉行的「樂韻悠揚大三巴」活動維持舉行，現場人山人海，比肩接踵，相關情況有違防疫之嫌，引起不少位於重點區域的市民批評。對於澳門近日出現多例社會面個案，關個案並在社區有活動軌跡，有市民質疑政府至今都不開展全民核檢，是否與近日舉辦大賽車、美食節、大型音樂會等盛事活動有關？這樣放任下去，會否再度出現社區大爆發？而衛生當局多日以來都仍未舉辦新聞發佈會就本地疫情形勢為公眾釋疑。

#### 社文司作澄清
11月20日，社會文化司司長歐陽瑜在出席完一活動後回應記者提問，歐陽瑜表示，最近染疫個案被列為輸入性或輸入相關個案，傳播鏈清晰，沒有出現擴散現象，她又稱，當局將該名旅客去過的地方在「儘可能不擴大」的情況下劃設區域，而有關區域劃定已「儘可能不影響市民」，惟有關區域有數間學校故學生亦須完成「5天4檢」。問及當局有否考慮大三巴音樂存在傳播風險，歐陽瑜表示，當局已對該活動評估過，認為可行才如期舉行。當局首先考慮該區市民有沒有感染風險，故展開重點區域檢測。而根據國務院聯防聯控機制第九版防疫優化措施，一些經濟活動、社會活動不受影響亦不需要限制。

### 管控措施再惹爭議
11月25日，珠海通報一例輸入性無症狀感染個案，患者於當天深夜曾在澳門的社會面有活動，社會文化司司長歐陽瑜受訪稱，由於該名患者在晚上入住酒店後，未於酒店過夜便被澳門衛生部門管控。根據行程軌跡，該男子於娛樂場逗留不超過1小時，當時正值深夜時分，所接觸的人士不多。經當局研判後，認為無須管控整幢酒店。歐陽瑜表示，政府透過持續的流行病學調查，尤其是針對相關個案發病後在本澳逗留的時間、行程軌跡、所接觸人員數量等，並根據重點人群和出入境人員的核酸檢測數據，經科學研判後認為，目前疫情風險相對較低。鑒於澳門鄰近地區的疫情較為嚴峻，故此本澳相應加強防疫措施，同時呼籲居民注意個人防護。

## 2022年12月放寬防疫下相關爭議

### 放寬防疫下跨境人士做核檢遇麻煩
自國務院聯防聯控機制公佈“新十條”防疫政策，大幅度放寬防疫措施，當中有部分城市取消大量核酸檢測站點，而核酸檢測點更取消所有混樣檢測服務；而珠澳口岸通關安排繼續維持24小時核酸檢測陰性證明，對跨境人士做成不便。
以跨境學生為例，因珠海核檢站點陸續取消，或因同步調整檢測人手，採樣後要長時間才出結果，師生放學後做核檢，早上仍未能上碼，有學校指，留意到在上學時段不少人在關口等待上碼後過關。今早學校有三十多名跨境師生因此遲到，影響學業。希望珠澳雙方加強溝通，調整核檢站時能配合通關措施，又或考慮在部分核檢站點設免費的學童專道，便利跨境學生檢測。有校長表示，跨境生雖可攜同有效學生證到珠海市內六所指定醫院免費核檢，但因不少站點遠離社區，晚上亦不開放，加上之前珠海檢測站眾多，不少跨境生寧可自費核檢。截至2022年12月10日，珠澳通關仍須持廿四小時核檢陰性證明，但調整檢測站及開放時間，大批人士輪候檢測，跨境師生要大排長龍，才能完成每日的核檢任務，影響很大，希望政府為他們提供便利。
自2022年12月起，澳門疫情在放寬防疫下大幅度上升，雖然由2022年12月20日起珠澳口岸放寬72小時內有效核酸檢測陰性證明通關，但仍然相當不便。中區社諮委林焯佳表示，放寛防疫措施後，不少居民感染病毒呈陽性，但從目前情況看大部分人都選擇居家自我健康管理，亦有部分人核酸已轉陰正逐漸康復之中，而核酸通關已不合時宜，促請澳方要求珠方取消有關核檢措施。

### 協助跨境學生於澳門本地進行核檢
為便利跨境學生通關上學，經教青局和衛生局協調，在珠海市六間指定醫院為跨境學生提供免費核酸檢測的基礎上，於澳門增加採樣機構的核酸檢測站，以協助非高等教育跨境學生進行免費檢測。由2022年12月13日起，透過學校於教青局系統登記之跨境學生可預約指定採樣機構的核檢站而毋需付費，並可上碼以助其通關上學。

### 常態化抗疫階段停課安排惹混亂
2022年12月12日起，非高等教育學校開展師生快速抗原檢測。實施首日，有10多間非高等學校的師生出現陽性個案，13個班級受影響暫停面授。其中菜農子弟學校校長王國英表示，12月10日一名初二學生染疫，同班同學需停課五日，但其同住的同校兄弟姊妹無要求停課，也沒有相關防疫指引，憂易衍生系列問題。不過，在當局的防疫指引中，有關措施非強制性，需以自願為原則，且不作為入校的標準，即意味着做快測與否，不影響學生返校。因此衍生教師及家長之間的一些誤解及矛盾，教師要更多向學生、家長解說，增加不少工作量。澳門培正中學校長高錦輝指出，現時每日安排不同學號的學生輪流自行作抗原快測，有關“抗原測試包”在上周已派發，基本都順利。至今新增兩名學生抗原陽性。對於有關需要停課的班別不會設網課，只是安排作業或教學方案。倘有教師核檢陽性則需要停工，亦視乎教師身體狀況，或可安排在家中以視頻形式上課，或請其他教師代課、又或調課。為了減少對家長、教學進度等各方影響，希望教青局能有更明確、長遠的政策指引，讓學校更易制訂措施；建議日後除了陽性學生需要停課，其他同班學生則毋須停課，又或設定一定比例學生陽性再要求全班停課等。
2022年12月14日起，因應進入過渡期第二階段。為平行防疫需要與學校正常教育活動的進行，教育及青年發展局已向全澳非高等教育學校發出有關過渡期第二階段的停課指引，由當天起，倘學校出現陽性個案，將以班為單位實施相應的停課措施，當該班一天（上課日）內新增確診學生人數達4人或以上，該班當天起計暫停面授課堂五天；如該班一天（上課日）內的新增確診學生不足4人，則僅確診學生不回校，其他學生照常上課。而因第一階段（12月12日、13日）措施而停課的學生，可於停課日起連續兩天進行抗原快測或核酸檢測，取得陰性結果後可回校復課。家長可因應子女情況選擇不回校，學校應酌情處理有關學生的缺勤。教職員確診不視為所任教或服務之班級的停課條件，學校可因應停課措施調整教學計劃。

### 院舍暫停探訪兼爆疫再惹爭議
2022年12月9日，因應澳門進入疫情新階段，社會工作局宣布全澳長者及康復院舍停止接受訪客探訪，全院院友留院不外出，並需持續每天交替接受核酸和快測，所有員工上班前及下班後亦需快測，上班時亦要出示採樣 24小時核檢證明，以及需配戴KF95、N95及FFP2以上等級高防護口罩。他呼籲，院友家屬盡量減少向院舍運送物資，除藥物外，其他物資將暫停轉交。
2022年12月14日，社會工作局局長韓衛受訪時表示，截至同年12月13日6間院舍包括4間長者院舍和2間康復院舍出現感染個案。他表示，其他地區的經驗顯示，七成院友會於短期內感染，現時透過高頻次核檢，可盡早發現個案，減低長者受感染的機會，院方目前推出視像探訪緩解部分院友的情緒，希望家屬及院友理解和配合。韓衛又稱，由於12月14日起不再隔離密切接觸者，因此不再使用封院的方案，院舍的人力資源已作部署，若少部分院舍爆疫，其他院舍可作出人員支援，院舍員工亦於同日起也可以自願留宿，但不建議全部員工留宿。
另一方面，有使用其中一間涉疫長者院舍 - 恩暉長者綜合服務中心住院照護服務長者的家屬反映，由於該院舍有員工以及長者感染，整間院舍「高度」封控，無人可以出入、家屬不能探訪，長者不能離開房間，只能在寢室內用餐，自己擔心父親的身心健康。家屬又形容送長者到了一個“地獄”。該家屬表示，現時即使確診者亦有相對自由，惟院舍內外似兩個世界；而直至受訪當天的前一天院舍內已有三人染疫，包括員工和長者。家屬又質疑當局一直以長者多基礎病、身體差為由，聲稱要保護，又指長者若長期被困，不能走動，身體亦轉差。而且「封閉」院宿，長者感染的機會亦增高。政府須有應對疫情在院舍爆發的備案，不能迴避、事件有正負面。該家屬又稱，自己亦多次反映封閉院舍、停止探訪不利長者心身健康，如「6.18」爆疫期間院舍長時間閉環，曾聽到有長者由於長時間無家人探訪出現異常行為，如凌晨走來走去，擔心留院長者身心健康。家屬質疑檢測太頻密，是否有其必要性，現時香港及內地都同時放寬防疫措施，而內地更強調不能過度封控，而澳門政府為何對院舍防疫措施層層加碼？

### 藥物和快速檢測包供不應求
自2022年12月14日起，澳門進入放寬疫情措施的第二階段，而感染人數逐漸增加，許多民眾急忙購買藥物以備不時之需。近日本澳藥房止痛、退燒藥及快測試劑等幾乎賣斷貨，雖澳門特區政府於當天起針對一般民眾派發的「抗疫包」亦有許多市民反應「根本預約不到」，有人即便預約成功，到現場卻被告知「已派完」，寒風中白跑一趟。有藥房老闆表示，藥物缺貨相關情況只屬暫時性，而來貨價格暫時未有變動，更指有可能下調。而快測包大部分藥房都斷貨，而KN95口罩則大部分藥房都有存貨出售。
因應疫情變化，新型冠狀病毒感染應變協調中心調整「快測保障計劃」安排。原定計劃的第一期將縮短10天到12月15日晚上結束，並於12月16日至22日開展第二輪配售期，合資格人士（居民、外僱及非本地高校生）可20元買一次共五份快測包，這不論有否參與首期，也不設補購首期數量。
2022年12月29日，藥物監督管理局表示，關注到巿場上部份抗疫藥物及用品需求的變化，為最大程度滿足多數居民的需求，該局更新限購指示，即日生效，每人每次限購的類別和數量如下：止痛退熱藥一盒或一瓶；複方感冒藥一盒或一瓶；化痰止咳藥一盒或一瓶；快速抗原檢測試劑十劑。

### 單管核檢貴到離譜
自國務院聯防聯控機制「新十條」公布實施後，全國各地紛紛取消大規模核酸檢測及跨省核檢的要求，但澳門往返中國大陸仍需要進行核檢，但單管核檢費用高昂，範圍由150元至500元不等。混檢費用方面，澳門各核檢站維持45元，十人或五人混檢如同抽獎一樣，很容易「中獎」，一旦出現「混陽」情況，需到單樣檢測專道複檢。部分經常往返兩地人士因擔心影響工作和生活，便會選擇單管核檢，但價格高昂惹批評和困擾。立法會直選議員李良汪表示，政府一直表示會努力「講價」，但至今未有再降價的消息，質疑核檢價格是否真的無法下調？疫情期間，全體市民十分配合政府工作，有關核檢機構也有責任配合社會需求，認為有必要將其運營成本及收費標準公開透明地公之於眾。他表示，政府有責任去推動和協調，但核檢機構自身亦需思考費用是否合理。李良汪要求政府重新檢視政策，適當下調核檢單管價格；考慮取消出入境核酸檢測以抗原檢測取替；清晰公布各階段防疫措施維持的時長；並促請政府制定過渡期後的防疫方案，令社會各界知悉政府未來的部署和規劃，更好地配合政府防疫工作。
社會綜合研究學會會長葛萬金批評，單管核檢費用加價行為是乘機牟取暴利，他促請政府監管有關收費，要不然索性就研究取消核檢過關的政策。他形容洶門混檢和單檢費用完全不合理，可是政府完全無做到其應有責任，核檢公司連場地都由政府提供，但仍然收取如此高昂費用。他並認為在單管成本資訊不透明情況之下，變相讓核檢公司為所欲為。他形容政府「隻眼開隻眼閉」，而目前感染者眾多，導致難以單做一次45元的混檢直接「出碼」，通常都要再做一次免費的單管檢測，使相關人士浪費時間，如節省時間需自費200澳門元作一次單管檢測，根本就是趁火打劫。希望政府部門能夠有效阻止，防止核檢商發災難財。他形容小市民被核檢機構「鋸住條頸」，要做就交錢，反正很多人都不能不檢，用平民的日常生活以獲取機構自身利益，是完全不能接受的。而另一個方案就是在如今情況下，政府都不監管核檢收費，不如就索性取消。
立法會直選議員梁孫旭在書面質詢中指出，隨著感染人數越來越多，市民在核檢測混合採樣中出現陽性結果的機會也越來越大，為避免不必要的麻煩以及希望一次就能獲得精確的檢測結果，市民亦會選單檢。他又稱，市民在防疫方面已經增加了不少開支，而與此同時不少市民可能因感染而停工進而引致收入受影響的情況亦將變多，在此狀況下，有關核酸檢測的費用定價過高，無疑會令到市民的生活負擔加重，亦不利於社會配合防疫政策有序落實。實際上，針對本澳核酸檢測費用較貴的問題，社會一直都有聲音希望持續調減至一個更合適的水平，而現時情況無疑與當局的期望有很大落差，令社會難以接受。政府作為監督實體，讓有關營運維持在一個正常狀況，責無旁貸。對此，梁孫旭要求當局交代如何對市場的調價作出監督，以確保核檢價格維持在合理水平；若政府無法壓價，當局會否考慮採取其他的替代方案，例如能否直接免費為居民提供服務，以減輕市民的負擔。

### 院舍疫情致照顧人手不足
在12月起的疫情中，超過九成院舍均出現不同程度的疫情。2022年12月22日，澳門明愛總幹事潘志明於社交平台作呼籲，市民若有願意，特別那些感染後已康復的市民，可以加入支援院舍或甚至協助入了方艙的院友之個人照顧。潘志明在社交網站發貼文稱，這兩周正是疫情進入高峰的日子，相熟的朋友、同事可能都會感染。現在明愛院舍的長者、殘疾人士及員工也有不少染疫，「照顧壓力非常大。」若有市民有願意作為生力軍（特別那些已康復的朋友），可以加入支援院舍或甚至協助入了方艙的院友之個人照顧。他又呼籲市民在水深火熱的時候發揮守望相助精神，齊心協力，讓澳門順利渡過疫情帶來的艱難時刻。

### 疫下醫護和醫療系統不勝負荷
自2022年12月初起，澳門放寬防疫措施，感染人數不斷上升。有前線醫護向全澳市民發出公開信，指病人或前線人員都活在水深火熱之中，指出開放的政策長遠來說是好事，但這艱難的時期，政府的對策實在是令人心寒，平日的急診已經很忙，面對突如其來的患者，兩間醫院的急診都已爆煲，而社區門診系統沒有從市民角度進行著想，而被建議分配到澳門蛋人士卻再被告知要上回山頂，只是跌到另一個地獄，網上已有不少市民留言表示急診的恐佈程度，如此大的系統問題，在開放政策第一波後，仍沒有反思及改進，可想而之政府有多用心在看待此次疫情，還是抱著已開放的政策所以任由市民受苦。而老人院的長者不能到社區門診求診，只能全部經由十字車送來急診，同時還需要接收由澳門蛋再轉來的患者，特別急診根本容不下這麼多患者，被逼送回急診外面去無了期的等待。
2022年12月23日，澳門立法會直選議員林宇滔指出，在面對疫情井噴式發展，現時的四級分流、轉治程序的實際操作根本無法讓患者得到有效及適當的治療。有前線醫療人員更形容，現時山頂急症室是「人間地獄」，除了人手不足，醫療設備也嚴重短缺。當局須做好疫情四級分流減病人折騰， 調配人手設備支援急診超負荷運作。他提出書面質詢更指出社會聲音估計短短不到一個月的時間，現時本澳至少有一半人口已感染，甚至有大量長者及長期病患感染而引發重症入院。他又指，現時山頂醫院急症室人手嚴重短缺，據前線人員表示，目前急症室已有一半醫護人員確診，現時急症室已要求輕症的醫護人員必須上班，甚至每日工作12小時，連飲水吃飯的時間也沒有。而社區門診系統假如患者有咳嗽，咽痛，發熱，只剔了發熱，沒有剔氣促，就會被系統告知留在家中隔離，沒有資格到社區門診就醫及取藥，但這些患者想得到治療咽痛、咳嗽的藥物，迫於無奈只能前往急診，造成急診自行求診人數過百，高峰時甚至過二百。他又稱，如被系統建議去社區治療中心（澳門蛋）的人士，不少因風險程度再被告知需要到山頂就診，這批患者本已具有一定嚴重的風險或症狀，理應安排隔離治療，到山頂輪候不單折騰患者，也令急症室更超負荷，當局應儘快檢討現時的問題，理順醫療分流、轉治程序。

#### 政府官員否認醫療系統「爆煲」
社會文化司司長歐陽瑜卻表示，按政府的模型估計，目前本澳有約六分一人口染疫，而衛生局醫療人員至今有約四分一人染疫，比例較全澳感染人口高。她認為目前醫療系統未「爆煲」，當局預留給感染病人的病床使用率不到四成，還未到警戒線。此外，她又指，社區門診承擔了大部分需要看病的人士，經其他醫療系統有效分流後山頂醫院急診輪候人數，山頂醫院急診維持100人輪候左右，當局在同日上午亦加派逾30位醫療人員前往山頂急診，加快病人的流轉速度。

#### 呼籲非必要勿濫用急診和救護車服務
新型冠狀病毒感染應變協調中心表示，疫情防控過渡期期間感染者持續上升，而近日前往仁伯爵綜合醫院急診就診人數亦不斷上升，對急診醫療系統造成一定壓力。應變協調中心強調，澳門的醫療系統仍然正常運作，目前需要住院的確診病人約有300人，約佔醫院級別病床數的40%，病床資源仍然充足。根據目前感染者的分級管理制度，社區門診可滿足大部分就診需求，已達到有效分流的作用。然而，近期天氣寒冷加上疫情持續，仁伯爵綜合醫院急診輪候人數維持在100人左右，對醫療系統產生一定壓力。目前，衛生局醫護人員至今已有1/4醫護人員染疫，然而全體前線醫護人員仍堅守崗位，盡心盡力為市民服務。應變協調中心衷心感謝堅守在疫情最前線工作的全體醫護人員，並呼籲居民切勿濫用急診服務，把寶貴的醫療資源留給最有需要的居民。
消防局表示，近日救護車召喚個案急劇驟增，近一個星期，救護車召喚量達2800架次，平均每日400架次。經現場救護車隊員的回饋，發現當中有超逾半數是屬於濫用救護服務。為此，希望廣大市民明白救護資源是應留給急需及嚴重的人士使用，有鑑於近日濫用救護車情況嚴重，因此消防局將調整接報指引，並對患者情況進行評估，優先處理緊急個案。消防局在此呼籲各位市民共渡時艱，倘屬症狀輕微者，且能夠自理的市民，應自行採取其他交通工具或步行至就近的社區門診、醫院、私家診所或澳門蛋就診，切勿濫用救護車，將緊急救護資源留給特別急需的市民使用，敬希廣大市民積極配合。

#### 特首赴山頂和鏡湖醫院巡視
2022年12月25日下午，特首賀一誠赴仁伯爵綜合醫院急診視察，由社會文化司司長歐陽瑜、衛生局局長羅奕龍和仁伯爵綜合醫院領導層陪同。行政長官一行視察了一般急診、特別急診和救護車接診區，並聽取衛生局代表匯報感染者分流機制和就診流程，以及相關措施的優化改善情況。隨後，行政長官一行轉往鏡湖醫院，了解該院的醫護人手安排和病人求診情況，鏡湖醫院常務副院長張振榮向行政長官介紹醫院急診運作情況，以及目前診治陽性個案的情況。

#### 急診狀況如同人間煉獄
2022年12月27日，繼續有聽眾在電台節目反映急症室和社區門診的問題。對於不少聲音批評政府的措施，有聽眾提出，澳門政府的幫助差不多在全世界排頭位，澳門人要常懷感恩之心，積口德。有一名聽眾反映急診情況，指其父親染疫後被送急症室，醫生都有安排檢查。親友翌日再到急症室見到的如同人間煉獄，父親的尿片得不到更換而發出臭味，父親自己拔針後亦全身染血，其他長者也得不到理會。該名聽眾坦言，明白前線人員很辛苦，但都希望他們留意長者，否則如同虐老。

#### 山頂急診主任認前線人員壓力和挑戰大 但否認“爆煲”
2022年12月28日，仁伯爵綜合醫院急診部代主任曾潭飛表示，前線人員的確面臨挑戰、感到壓力，經過一段時間的資源調配，已經有所改善。很多市民，甚至議員等公眾人物均說山頂醫院急症室「爆煲」。把下屬稱為同事、夥計、兄弟姊妹的曾潭飛回應時首先提出，前線人員的確面臨挑戰、感到壓力。並表示，過去數天，病患突然急增，有一段很忙亂的時刻；隨之，其他部門的同事都已調配到急症室。續提出，透過資源調配能夠改善急症室的狀況，可以說是「未爆煲」；否則，若調配都不能滿足需求，最後可能就是「爆煲」。曾潭飛表示，現實是一直有調配，且一直有改善，但過程需要一些時間。並指出，有同事表明縱有鼻水、咳嗽，但已經退燒可以重投前線工作，立刻增加人力資源。面臨挑戰才作調配是否太遲？曾潭飛回應，提前作出所有配調，感覺上應該是「相當好」；不過，當一些情況仍未出現便預先投放大量資源，只會耗廢往後可以調配的資源。對於市民覺得最好提前配調，他表示，若有無限資源確是如此；但當資源有機會耗盡時，只能因應狀況馬上改變。

### 防寬防疫措施與聖誕檔期相遇
2022年12月初，澳門大規模放寬防疫及出入境措施，而平安夜和聖誕節因不少商戶人員染疫導致暫停營業。不少居民因染疫或受疫情影響，未必有好心情過節，市面異常冷清，人流疏落之餘，有營業的店鋪也不多，不少商鋪都因疫情令人手不足，而調整營業時間或直接關門，廿四小時營業的多變非廿四小時。民生區情況最為明顯，眾多小販檔沒有營業，但一些販賣民生用品的商店包括超市、藥房及食店等煦常營業，但部分食店只提供外賣服務。超市方面，政府雖然稱「食品供應充足並加快上架」，但不少民生食品用品缺貨多日，但奈何人手不足導致存貨未能上架，部分連鎖超市和麵包店由於人手不足需要縮短營業時間或暫停營業多日。旅遊區方面，至12月25日晚上9時，各口岸錄得八萬九千一百九十五人次出入境，其中，旅客出入境有一萬五千五百九十人次。當中入境旅客有六千八百六十人次，較12月24日同比有所減少。

### 行政會新聞發佈會需持核檢證明惹爭議
2022年12月30日，澳門特別行政區行政會舉行新聞發布會，要求所有出席人士（包括記者）均須持有廿四小時內有效的核酸檢測陰性證明，以及發布會前兩小時的快速抗原檢測陰性結果。不少前線記者認為這個要求有礙採訪。自放寬防疫措施起，不少市民包括前線記者或傳媒人士受感染，而仍未感染的記者，核檢很大機會混管陽性，這類個案早在十日前的回歸酒會出現。至於已經感染的記者，就算康復，核檢呈陽機會也會很大。就算沒有不良動機，發布會的要求已經不易達至。